# Josef Poulík
Josef Poulík (ur. 6 sierpnia 1910 w Jiříkovicach, zm. 28 lutego 1998 tamże) – czeski archeolog; profesor archeologii słowiańskiej.
Od 1946 r. był dyrektorem Instytutu Archeologii Czechosłowackiej Akademii Nauk w Brnie, od 1966 r. profesor tamże. W 1972 r. został członkiem Czechosłowackiej Akademii Nauk. W latach 1976–1990 redaktor naczelny czasopisma naukowego „Archeologické rozhledy”.
Jego dorobek obejmuje publikacje z zakresu archeologii Słowian. Zajmował się przede wszystkim badaniem dziejów Moraw, od pierwszych wieków n.e. do okresu państwa wielkomorawskiego. Wśród jego publikacji można wymienić: Staroslovanská Morava (1948), Jižní Morava, země dávných Slovanů (1948–50), Pravěké uměni (1956), Mikulčice-sídlo a pevnost knížat velkomoravských (1975).